# Ервин Хаџимуртезић
Ервин Хаџимуртезић (Београд, 4. јул 1981) српски је глумац.
Рођен је у Београду, али је одрастао у Новој Вароши. Дипломирао је глуму на Академији уметности у Новом Саду у класи професорке Виде Огњеновић 2005. године. Хаџимуртезић је учествовао у преко педесет професионалних позоришних представа, радећи у Српском народном позоришту, Сомборском позоришту, Позоришту Кикинда, итд. У браку је са глумицом Вишњом Обрадовић.

## Филмографија
- Да није љубави, не би свита било (2004)
- Срце је мудрих у кући жалости (2009)
- Аранеум (2009)
- Златна левица, прича о Радивоју Кораћу (2009)
- Фрагменти (2012)
- Јагодићи (2012)
- Вере и завере (2016)
- Државни посао (2016)
- Човек у црном оделу (2016)
- Autumn Waltz (2019)
- The Outpost (2019)
- Нек иде живот (2019)
- Порајмес (2020)
- Неки бољи људи (2020)
- Хероји радничке класе (2022)
- Fatherland (2022)
- Сложна браћа (2022)
- Тунел (2023)